# Faizabad (Afganistan)
Faizabad este un oraș din Afganistan.